# Psychogeographie
Die Psychogeographie untersucht, welchen Einfluss die architektonische oder geographische Umgebung auf die Wahrnehmung, das psychische Erleben und das Verhalten hat. Die Psychogeographische Forschung findet dabei an der Schnittstelle der Fachgebiete Kunst, Architektur, Geographie, Politik und Psychologie statt.
Der Begriff wurde vor allem von der 1957 gegründeten linken politischen Künstlergruppe Situationistische Internationale geprägt. Deren Mitglieder Guy Debord und Ivan Chtcheglov gelten als die Hauptbegründer der Psychogeographie. In der S.I. war neben anderen Gruppierungen die von Ralph Rumney gegründete London Psychogeographic Society aufgegangen. Der Philosoph Paul Virilio erforschte später u. a. die Psychogeographie von Bunkern und Festungsanlagen (siehe auch sein Buch Geschwindigkeit und Politik, 1977). Heute findet Psychogeographie z. B. in der Architekturtheorie statt, ist Thema der Stadtplanung, wird aber auch weiterhin in der Kunst betrachtet (etwa bei Diskussionen zu Kunst im öffentlichen Raum).

## Psychogeographieund die Bewegung der Situationisten

### Theorie und Zielsetzung
Die Psychogeografie im Sinne der Situationisten „stellt eine Forschungsweise dar, die eine Kartographierung der Umwelt, der Handlungsspielräume, ihrer Möglichkeiten für eine revolutionäre Praxis, eine Sondierung des proletarischen Bewusstseins und der Begierden erlauben soll.“ Sie macht sich „die Erforschung der genauen Gesetze und exakten Wirkungen des geographischen Milieus zur  Aufgabe [...] das, bewusst eingerichtet oder nicht, direkt auf das emotionale Verhalten des Individuums einwirkt.“
Das Erkunden von Wirkungen psychogeografischer Natur ist laut Guy Debord mit dem „Konzept des Umherschweifens (le dérive) untrennbar verbunden“, wobei es ein aktivistisches Moment geben soll, da ein sich Überlassen an die Zufallswirkung „von Natur aus konservativ“ sei. Nach Auffassung der Situationisten war der städtische bebaute Raum der sichtbare Ausdruck jenes (über-)rationalen Denkens, das sie kritisierten. Jedes Gebäude wie etwa Plattenbausiedlungen oder Einkaufszentren transportiere demzufolge ein bestimmtes Menschenbild und unterschwellige Vorgaben an dort verkehrende Menschen, sich auf bestimmte Weise zu verhalten.

### Praxisbeispiele
Charakteristisch war eine Aufforderung der Situationisten, sich absichtlich in fremden Städten zu verlaufen, um sich neuen Entdeckungen, Erfahrungen und Zusammentreffen auszusetzen, oder dort Stadtpläne anderer Städte zur (Des-)Orientierung zu nutzen. Der Guide psychogéographique de Paris von Guy Debord stellt Paris dar, psychogeographisch erlebt. Die Stadtteile sind zerschnitten und Teile fehlen, entsprechend vielleicht den Fahrten in der Metro, bei der man irgendwo einsteigt und irgendwo anders aussteigt und nicht sieht, wohin man fährt, oder dem Wandern durch einen durch Schnellstraßen zerschnittenen städtischen Raum. Ein anderes Bild von Chombart de Lauwe zeigt einen Pariser Stadtplan, auf dem alle Wege eingezeichnet sind, die eine Studentin in einem Jahr zurücklegte – es ergibt sich ein hundertfach wiederholtes Dreieck zwischen Wohnung, Universität und Konservatorium, ergänzt durch einige weitere Linien. Die Karte machte grafisch die Einsamkeit eines vorhersehbaren, vereinzelten Lebens sichtbar.